# Recorrido de la antorcha olímpica en los Juegos Olímpicos de Sochi 2014

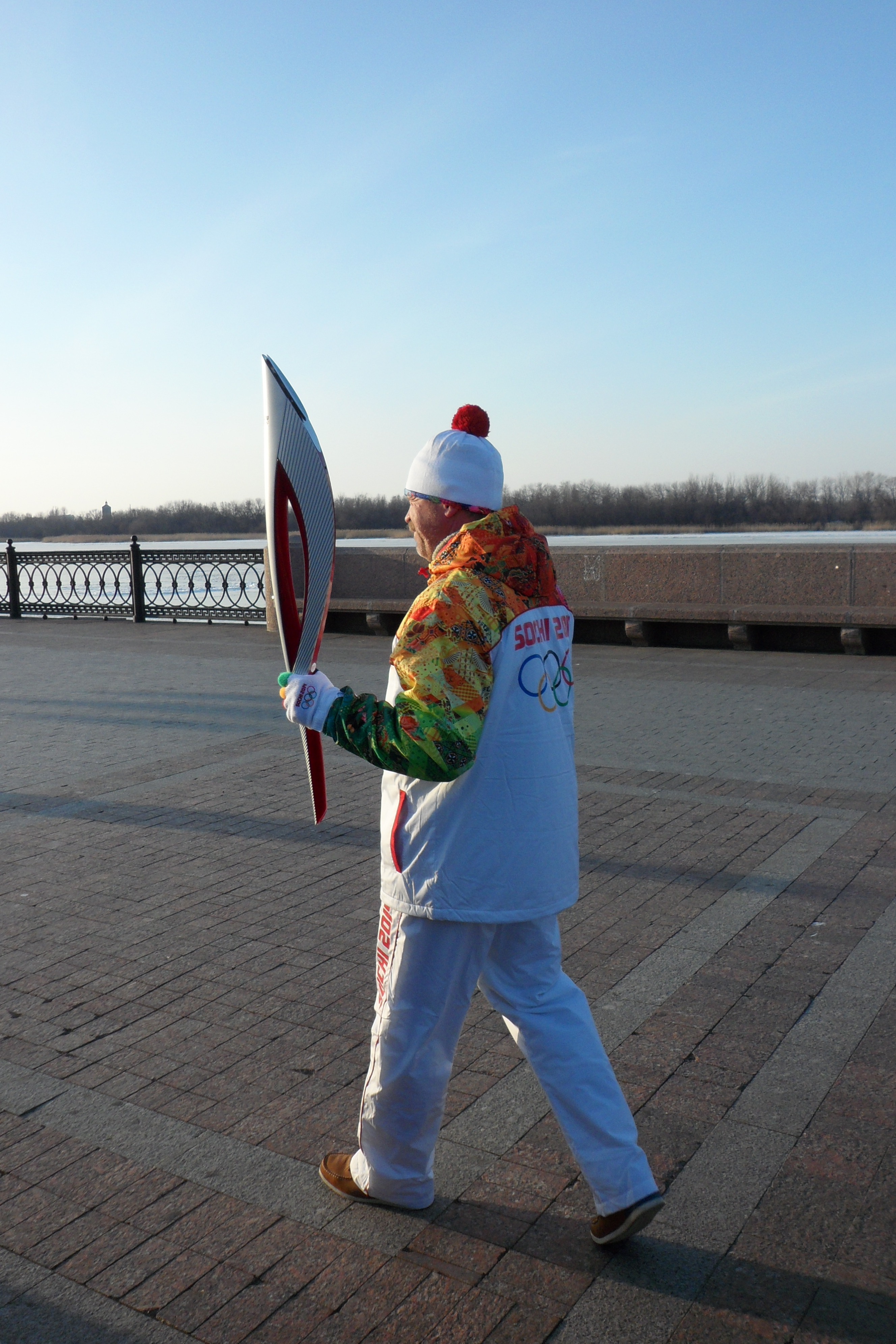
Relevista en Astracán

La antorcha olímpica de los XXII Juegos Olímpicos de Invierno, que se celebrarán en Sochi (Rusia) entre el 7 y el 23 de febrero de 2014, fue presentada oficialmente el 14 de enero de 2013 en Moscú por el presidente del Comité de Organización de los Juegos, Dmitri Chernyshenko, en compañía de los patinadores artísticos Tatiana Navka e Iliá Averbuj, embajadores del evento.

## Recorrido
La antorcha recorrerá unos 56.000 km en 123 días, visitando más de 2900 localidades distribuidas por toda la geografía rusa.
El fuego olímpico fue encendido el 29 de septiembre en Olimpia, como es tradición, y después de 6 días de recorrido por diferentes puntos de Grecia llegará al Estadio Panathinaiko, sede de los I Juegos Olímpicos de la Era Moderna. Un día más tarde, el 6 de octubre, la antorcha viajó rumbo a Moscú, donde continuó con su recorrido.
La siguiente tabla enumera las principales ciudades por las que pasará la antorcha olímpica.
| Día                               | Ciudad                                                   | Sujeto federal                         |
| --------------------------------- | -------------------------------------------------------- | -------------------------------------- |
| Grecia                            |                                                          |                                        |
| 29 de septiembre                  | Olimpia                                                  | —                                      |
| 29 de septiembre                  | Kalavryta                                                | —                                      |
| 30 de septiembre                  | Patras                                                   | —                                      |
| 30 de septiembre                  | Lamia                                                    | —                                      |
| 30 de septiembre                  | Katerini                                                 | —                                      |
| 1 de octubre                      | Tesalónica                                               | —                                      |
| 5 de octubre                      | Atenas                                                   | —                                      |
| Rusia                             |                                                          |                                        |
| 6 – 9 de octubre                  | Moscú                                                    | Óblast de Moscú                        |
| 10 de octubre                     | Kolomna                                                  | Óblast de Moscú                        |
| 10 de octubre                     | Odintsovo                                                | Óblast de Moscú                        |
| 10 de octubre                     | Arjangelskoye                                            | Óblast de Moscú                        |
| 10 de octubre                     | Krasnogorsk                                              | Óblast de Moscú                        |
| 10 de octubre                     | Dmítrov                                                  | Óblast de Moscú                        |
| 11 de octubre                     | Torzhok                                                  | Óblast de Tver                         |
| 11 de octubre                     | Tver                                                     | Óblast de Tver                         |
| 12 de octubre                     | Rzhev                                                    | Óblast de Tver                         |
| 12 de octubre                     | Smolensk                                                 | Óblast de Smolensk                     |
| 13 de octubre                     | Yújnov                                                   | Óblast de Kaluga                       |
| 13 de octubre                     | Kaluga                                                   | Óblast de Kaluga                       |
| 14 de octubre                     | Yásnaya Poliana                                          | Óblast de Tula                         |
| 14 de octubre                     | Novomoskovsk                                             | Óblast de Tula                         |
| 14 de octubre                     | Tula                                                     | Óblast de Tula                         |
| 15 de octubre                     | Riazán                                                   | Óblast de Riazán                       |
| 16 de octubre                     | Múrom                                                    | Óblast de Vladímir                     |
| 16 de octubre                     | Vladímir                                                 | Óblast de Vladímir                     |
| 17 de octubre                     | Súzdal                                                   | Óblast de Vladímir                     |
| 17 de octubre                     | Ivánovo                                                  | Óblast de Ivánovo                      |
| 18 de octubre                     | Plios                                                    | Óblast de Ivánovo                      |
| 18 de octubre                     | Kostromá                                                 | Óblast de Kostromá                     |
| 19 de octubre                     | Yaroslavl                                                | Óblast de Yaroslavl                    |
| 19 – 20 de octubre                | Múrmansk – Polo Norte                                    | —                                      |
| 20 de octubre                     | Vólogda                                                  | Óblast de Vólogda                      |
| 22 de octubre                     | Kizhi                                                    | República de Carelia                   |
| 22 de octubre                     | Petrozavodsk                                             | República de Carelia                   |
| 23 de octubre                     | Priazha                                                  | República de Carelia                   |
| 23 de octubre                     | Olónets                                                  | República de Carelia                   |
| 24 de octubre                     | Veliki Nóvgorod                                          | Óblast de Nóvgorod                     |
| 25 de octubre                     | Izborsk                                                  | Óblast de Pskov                        |
| 25 de octubre                     | Pskov                                                    | Óblast de Pskov                        |
| 26 de octubre                     | Gátchina                                                 | Óblast de Leningrado                   |
| 27 de octubre                     | San Petersburgo                                          | Óblast de Leningrado                   |
| 28 de octubre                     | Kronstadt                                                | Óblast de Leningrado                   |
| 28 de octubre                     | Lomonósov                                                | Óblast de Leningrado                   |
| 28 de octubre                     | Peterhof                                                 | Óblast de Leningrado                   |
| 28 de octubre                     | Pushkin                                                  | Óblast de Leningrado                   |
| 29 de octubre                     | Svetlogorsk                                              | Óblast de Kaliningrado                 |
| 29 de octubre                     | Kaliningrado                                             | Óblast de Kaliningrado                 |
| 30 de octubre                     | Múrmansk                                                 | Óblast de Múrmansk                     |
| 1 de noviembre                    | Severodvinsk                                             | Óblast de Arcángel                     |
| 1 de noviembre                    | Arjánguelsk                                              | Óblast de Arcángel                     |
| 2 de noviembre                    | Syktyvkar                                                | República de Komi                      |
| 3 de noviembre                    | Narian-Mar                                               | Distrito autónomo de Nenetsia          |
| 4 de noviembre                    | Novi Urengói                                             | Distrito autónomo de Yamalia-Nenetsia  |
| 4 de noviembre                    | Salejard                                                 | Distrito autónomo de Yamalia-Nenetsia  |
| 5 de noviembre                    | Nefteyugansk                                             | Distrito autónomo de Janti-Mansi       |
| 6 de noviembre                    | Janty-Mansisk                                            | Distrito autónomo de Janti-Mansi       |
| 7 – 11 de noviembre               | Cosmódromo de Baikonur – Estación Espacial Internacional | —                                      |
| 7 de noviembre                    | Norilsk                                                  | Krai de Krasnoyarsk                    |
| 8 de noviembre                    | Mirny                                                    | República de Sajá                      |
| 9 de noviembre                    | Yakutsk                                                  | República de Sajá                      |
| 10 de noviembre                   | Magadán                                                  | Óblast de Magadán                      |
| 12 de noviembre                   | Anádyr                                                   | Distrito autónomo de Chukotka          |
| 12 de noviembre                   | Yelizovo                                                 | Krai de Kamchatka                      |
| 13 de noviembre                   | Petropávlovsk-Kamchatski                                 | Krai de Kamchatka                      |
| 14 de noviembre                   | Yuzhno-Sajalinsk                                         | Óblast de Sajalín                      |
| 15 de noviembre – 16 de noviembre | Vladivostok                                              | Krai de Primorie                       |
| 17 de noviembre                   | Jabárovsk                                                | Krai de Jabárovsk                      |
| 18 de noviembre                   | Birobidzhán                                              | Óblast autónomo Hebreo                 |
| 19 de noviembre                   | Belogorsk                                                | Óblast de Amur                         |
| 19 de noviembre                   | Blagovéshchensk                                          | Óblast de Amur                         |
| 21 de noviembre                   | Chitá                                                    | Krai de Zabaikalie                     |
| 22 de noviembre                   | Ulán-Udé                                                 | República de Buriatia                  |
| 23 de noviembre                   | Listvianka                                               | Óblast de Irkutsk                      |
| 24 de noviembre                   | Irkutsk                                                  | Óblast de Irkutsk                      |
| 25 de noviembre                   | Divnogorsk                                               | Krai de Krasnoyarsk                    |
| 25 de noviembre                   | Krasnoyarsk                                              | Krai de Krasnoyarsk                    |
| 27 de noviembre                   | Abakán                                                   | República de Jakasia                   |
| 28 de noviembre                   | Kyzyl                                                    | República de Tuvá                      |
| 30 de noviembre                   | Kémerovo                                                 | Óblast de Kémerovo                     |
| 1 de diciembre                    | Tomsk                                                    | Óblast de Tomsk                        |
| 2 de diciembre                    | Gorno-Altaisk                                            | República de Altái                     |
| 3 de diciembre                    | Barnaúl                                                  | Krai de Altái                          |
| 6 – 7 de diciembre                | Novosibirsk                                              | Óblast de Novosibirsk                  |
| 8 de diciembre                    | Kúibyshev                                                | Óblast de Novosibirsk                  |
| 8 de diciembre                    | Barábinsk                                                | Óblast de Novosibirsk                  |
| 8 de diciembre                    | Kaláchinsk                                               | Óblast de Omsk                         |
| 9 de diciembre                    | Omsk                                                     | Óblast de Omsk                         |
| 11 de diciembre                   | Tiumén                                                   | Óblast de Tiumén                       |
| 12 de diciembre                   | Tobolsk                                                  | Óblast de Tiumén                       |
| 13 – 14 de diciembre              | Yekaterimburgo                                           | Óblast de Sverdlovsk                   |
| 13 de diciembre                   | Nizhni Tagil                                             | Óblast de Sverdlovsk                   |
| 15 de diciembre                   | Kámensk-Uralski                                          | Óblast de Sverdlovsk                   |
| 15 de diciembre                   | Kurgán                                                   | Óblast de Kurgán                       |
| 16 de diciembre                   | Shádrinsk                                                | Óblast de Kurgán                       |
| 16 – 17 de diciembre              | Cheliábinsk                                              | Óblast de Cheliábinsk                  |
| 18 de diciembre                   | Magnitogorsk                                             | Óblast de Cheliábinsk                  |
| 20 – 21 de diciembre              | Ufá                                                      | República de Baskortostán              |
| 22 de diciembre                   | Oremburgo                                                | Óblast de Oremburgo                    |
| 24 de diciembre                   | Syzran                                                   | Óblast de Samara                       |
| 24 de diciembre                   | Toliatti                                                 | Óblast de Samara                       |
| 25 de diciembre                   | Samara                                                   | Óblast de Samara                       |
| 26 de diciembre                   | Uliánovsk                                                | Óblast de Uliánovsk                    |
| 27 de diciembre                   | Cheboksary                                               | República de Chuvasia                  |
| 28 de diciembre                   | Yoshkar-Olá                                              | República de Mari-El                   |
| 30 de diciembre                   | Sviyazhsk                                                | República de Tartaristán               |
| 30 de diciembre – 31 de diciembre | Kazán                                                    | República de Tartaristán               |
| 2 de enero                        | Izhevsk                                                  | República de Udmurtia                  |
| 3 de enero                        | Kungur                                                   | Krai de Perm                           |
| 4 de enero                        | Perm                                                     | Krai de Perm                           |
| 5 de enero                        | Kírov                                                    | Óblast de Kírov                        |
| 7 – 8 de enero                    | Nizhni Nóvgorod                                          | Óblast de Nizhni Nóvgorod              |
| 9 de enero                        | Saransk                                                  | República de Mordovia                  |
| 10 de enero                       | Penza                                                    | Óblast de Penza                        |
| 11 de enero                       | Sarátov                                                  | Óblast de Sarátov                      |
| 12 de enero                       | Tambov                                                   | Óblast de Tambov                       |
| 13 de enero                       | Michúrinsk                                               | Óblast de Tambov                       |
| 13 de enero                       | Lípetsk                                                  | Óblast de Lípetsk                      |
| 14 de enero                       | Yelets                                                   | Óblast de Lípetsk                      |
| 14 de enero                       | Oriol                                                    | Óblast de Oriol                        |
| 15 de enero                       | Briansk                                                  | Óblast de Briansk                      |
| 16 de enero                       | Kursk                                                    | Óblast de Kursk                        |
| 17 de enero                       | Bélgorod                                                 | Óblast de Bélgorod                     |
| 18 de enero                       | Vorónezh                                                 | Óblast de Vorónezh                     |
| 19 de enero                       | Uriúpinsk                                                | Óblast de Volgogrado                   |
| 20 de enero                       | Volgogrado                                               | Óblast de Volgogrado                   |
| 21 de enero                       | Novocherkask                                             | Óblast de Rostov                       |
| 21 de enero                       | Shajty                                                   | Óblast de Rostov                       |
| 22 de enero                       | Rostov del Don                                           | Óblast de Rostov                       |
| 23 de enero                       | Piatigorsk                                               | Krai de Stávropol                      |
| 24 de enero                       | Stávropol                                                | Krai de Stávropol                      |
| 25 de enero                       | Elistá                                                   | República de Kalmukia                  |
| 25 de enero                       | Yáshkul                                                  | República de Kalmukia                  |
| 26 de enero                       | Astracán                                                 | Óblast de Astracán                     |
| 27 de enero                       | Majachkalá                                               | República de Daguestán                 |
| 27 de enero                       | Cherkesk                                                 | República de Karacháyevo-Cherkesia     |
| 28 de enero                       | Grozni                                                   | República de Chechenia                 |
| 28 de enero                       | Magás                                                    | República de Ingusetia                 |
| 30 de enero                       | Vladikavkaz                                              | República de Osetia del Norte - Alania |
| 30 de enero                       | Nálchik                                                  | República de Kabardia-Balkaria         |
| 1 de febrero                      | Monte Elbrús                                             | República de Kabardia-Balkaria         |
| 3 de febrero                      | Maikop                                                   | República de Adiguesia                 |
| 4 de febrero                      | Krasnodar                                                | Krai de Krasnodar                      |
| 5 – 7 de febrero                  | Sochi                                                    | Krai de Krasnodar                      |

1. ↑  Relevo especial al Polo Norte que transcurrió simultáneamente con el relevo por tierra.
2. ↑  Relevo especial en el espacio exterior que transcurrió simultáneamente con el relevo por tierra.
3. ↑  Relevo especial a la cúspide del monte Elbrús.